# The Return of Captain Nemo
The Return of Captain Nemo is een Amerikaanse sciencefictionfilm uit 1978, losjes gebaseerd op het verhaal Twintigduizend mijlen onder zee van Jules Verne. Alex March en Paul Stader regisseerden de film.

## Verhaal
Twee duikers van de marine vinden de lang verloren gewaande Nautilus op de zeebodem, met aan boord het lichaam van Kapitein Nemo in schijndode toestand. Ze nemen hem mee en brengen hem tot leven, hopend dat hij kan helpen de koning van Atlantis te verslaan, die onder controle staat van een gestoorde professor.

## Rolverdeling
| Acteur           | Personage              |
| ---------------- | ---------------------- |
| José Ferrer      | Captain Nemo           |
| Burgess Meredith | Prof. Waldo Cunningham |
| Mel Ferrer       | Dr. Robert Cook        |
| Horst Buchholz   | King Tibor             |
| Tom Hallick      | Tom Franklin           |
| Burr DeBenning   | Jim Porter             |
| Lynda Day George | Kate                   |
| Warren Stevens   | Miller                 |
| Med Flory        | Tor                    |
| Anthony McHugh   | Radio Operator         |
| Randolph Roberts | Helmsman               |
| Richard Angarola | Trog                   |
| Art Balinger     |                        |
| Harvey Fisher    |                        |
| Anthony Geary    | Bork                   |
| Peter Jason      |                        |
| Jerry Maren      |                        |
| Stephen Powers   | Lloyd                  |
| Yale Summers     | Sirak                  |
| David Westberg   |                        |

## Achtergrond
De film diende als pilot voor een korte actieserie. Ze was een coproductie tussen Irwin Allen Productions en Warner Bros. Television. CBS Television distribueerde de film, maar ze verscheen ook in een aantal bioscopen als The Amazing Captain Nemo.

## Prijzen en nominaties
In 1978 werd de film tevergeefs genomineerd voor een Emmy Award in de categorie Outstanding Individual Achievement in Any Area of Creative Technical Crafts.